# Рожковицька сільська рада
Рожко́вицька сільська́ ра́да — колишній орган місцевого самоврядування в Середино-Будському районі Сумської області. Адміністративний центр — село Рожковичі.

## Загальні відомості
- Населення ради: 902 особи (станом на 2001 рік)

## Населені пункти
Сільській раді підпорядковані населені пункти:
- с. Рожковичі
- с. Нововолодимирівка
- с. Порохонь
- с. Ситне

## Склад ради
Рада складається з 12 депутатів та голови.
- Голова ради: Беспалов Василь Іванович

### Керівний склад попередніх скликань
| Прізвище, ім'я, по батькові | Основні відомості                                                                     | Дата обрання | Дата звільнення |
| --------------------------- | ------------------------------------------------------------------------------------- | ------------ | --------------- |
| Беспалов Василь Іванович    | Сільський голова, 1957 року народження, освіта середня загальна, безпартійний         | 26.03.2006   | 31.10.2010      |
| Беспалов Василь Іванович    | Сільський голова, 1957 року народження, освіта середня загальна, член Партії регіонів | 31.10.2010   |                 |

Примітка: таблиця складена за даними сайту Верховної Ради України